# Banaanbinding
Een banaanbinding treedt op tussen twee atomen als de geometrie van het molecuul het niet mogelijk maakt de normale bindingshoeken tussen bindingen aan te houden. Het type binding dankt zijn naam aan de banaan-achtige vorm van het gebied waar de elektronendichtheid het grootst is.

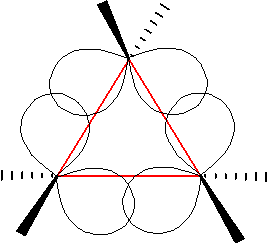
Figuur 1: Banaanbinding in cyclopropaan. De bindingen die naar substituenten gaan liggen in deze tekening eigenlijk boven elkaar, één boven het vlak van de tekening, en één eronder.
Figuur 2: Voorstelling van de dubbele binding in etheen als twee banaanbindingen

Een bekend voorbeeld van deze binding is cyclopropaan, dat bestaat uit een ring van drie koolstofatomen. De bindingshoeken tussen de bindingen naar de twee andere koolstofatomen zouden dan 60° moeten zijn. Voor koolstof is de normale hoek echter veel groter: 109°. Door het afbuigen van de orbitalen ontstaat een grote ringspanning. De atomen kunnen min of meer ontsnappen aan de ringspanning door:
- ten eerste het s-karakter van de centrale bindingen te verlagen (dit verschuift naar de bindingen buiten de ring waardoor die meer uit elkaar buigen en korter worden). Het hogere p-karakter van de centrale bindingen maakt het mogelijk de hoek tussen deze bindingen tot 90° te verlagen.
- ten tweede de elektronendichtheid niet langs de verbindingsas tussen de kernen te leggen, maar in het gebied waar de orbitalen elkaar ontmoeten. De hoek tussen de bindingen, de orbitalen, op het koolstofatoom blijft relatief groot, maar de orbitalen kunnen elkaar wel vinden.